# Franco Abbiati
Franco Abbiati (ur. 14 września 1898 w Verdello, zm. 22 stycznia 1981 w Bergamo) – włoski historyk i krytyk muzyki.
Kształcenie muzyczne rozpoczął w Liceum Muzycznym w Turynie, gdzie prowadził go Gaetano Cesari. Po odebraniu świadectwa dojrzałości postanowił zostać kompozytorem i rozpoczął studia w tym kierunku na tamtejszym uniwersytecie. Kompozycji uczył się u A. Bediniego, gry na fortepianie u E. Berlendisa, zaś muzykologii u wykładającego także na uniwersytecie Cesariego. Abbiati założył w 1949 r. włoskie czasopismo muzyczne La Scala wychodzące w Mediolanie. Prowadził je jako redaktor naczelny do zamknięcia gazety w 1963 r.
Prace Franco Abbiatiego z zakresu historii muzyki:
- Storia della musica (Historia muzyki), Mediolan 1939–1974
- La vita e le opere di Giuseppe Verdi, Mediolan 1959